# Арлюк
Арлю́к — посёлок железнодорожной станции в Юргинском районе Кемеровской области России. Административный центр Арлюкского сельского поселения.

## География
Посёлок находится в северо-западной части Кемеровской области, вблизи истока реки Кусмень, на расстоянии примерно 27 км (по прямой) к югу от города Юрга, административного центра района. Абсолютная высота — 263 м над уровнем моря.

## История
Населённый пункт при станции основан в 1916 году. По данным 1926 года имелось 96 хозяйств и проживало 420 человек (в основном — русские). Функционировала школа I ступени. В административном отношении населённый пункт входил в состав Арлюкского сельсовета Болотнинского района Томского округа Сибирского края.

## Население
| 2010 |
| ---- |
| 1760 |

Половой состав
По данным Всероссийской переписи населения 2010 года, в гендерной структуре населения мужчины составляли 46,6 %, женщины — соответственно 53,4 %.
Национальный состав
Согласно результатам переписи 2002 года, в национальной структуре населения русские составляли 95 % из 1896 чел.

## Улицы
| - ул. Железнодорожная, - ул. им И. Никитенко, - ул. Коммунистическая, - ул. Лесная, - ул. Логовая, - ул. Мира, | - ул. Октябрьская, - ул. Олимпийская, - ул. Подгорная, - ул. Почтовая, - ул. Пушкина, - ул. Советская, | - ул. Союзная, - ул. Строительная, - ул. Школьная, - ул. Шоссейная, - ул. Элеваторная, - ул. Юбилейная. |